# Kinetoplastea
Kinetoplastea је невелика група бичара, која обухвата неколико веома значајних паразита животиња и човека, као и слободноживеће организме. Ова група протиста спада у тип Euglenozoa, а карактерише се присуством кинетопласта, унутармитохондријске грануле изграђене од кончасте ДНК (kDNA) која је у вези са основама бичева.

## Класификација
Традиционално, на основу морфологије и начина живота, ова група протиста се дели на две групе, најчешће са статусом реда (паразитске једнобичасте Trypanosomatida и слободноживеће двобичасте Bodonida) или подреда (Trypanosomatina и Bodonina). Новија филогенетска истраживања указују на додатну разноврсност ове групе, па се она дели на две поткласе и неколико редова:
поткласа 
поткласа 
ред 
ред 
ред 
ред 
Поткласа Prokinetoplastina обухвата само два рода, од којих су представници једног (Ichthyobodo) ектопаразити риба, а представници другог (Perkinsiella) ендосимбионти појединих амебоидних протиста (Neoparamoeba spp.).
Поткласа Metakinetoplastina је богатија родовима. Познати представници су слободноживећи род Bodo и ендопаразити човека попут родова Trypanosoma (узрочници болести спавања) и Leishmania (узрочници леишманиозе и црне болести).